# Гибель Пушкина (фильм)
«Гибель Пушкина» — советский чёрно-белый документально-игровой фильм 1967 года о поэте Александре Пушкине в последние годы его жизни. Действие происходит в Михайловском и Петербурге, включая события дуэли.

## Съёмочная группа
- Автор сценария: Герман Фрадкин
- Режиссёр: Фёдор Тяпкин
- Композитор: Борис Тищенко[3][4]

## Роли исполняют
- Олег Басилашвили — Жуковский, Василий Андреевич
- Ирина Губанова — Натали
- Владислав Стржельчик — Николай I
- Алексей Консовский (за кадром) — голос Пушкина